# Jessica Benjamin

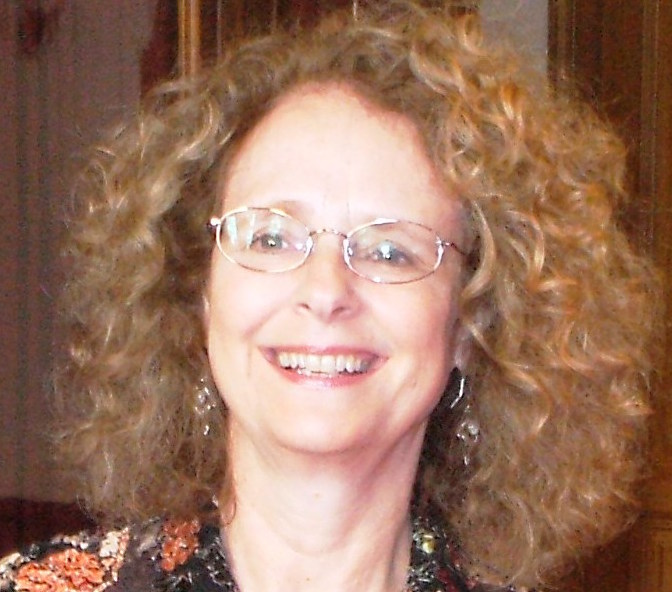
Jessica Benjamin 2008

Jessica Rachel Benjamin (* 17. Januar 1946 in New York) ist eine US-amerikanische Psychoanalytikerin und Feministin.

## Leben
Jessica Benjamin wuchs als Kind jüdischer Einwanderer in Amerika auf. 1967 begann sie ein Studium der Sozialwissenschaften bei Theodor W. Adorno an der Universität Frankfurt am Main, das sie 1978 in New York mit der Promotion abschloss. Anschließend begann sie eine Ausbildung zur Psychoanalytikerin.
Jessica Benjamin praktiziert als Psychoanalytikerin in New York City und unterrichtet am Postdoctoral Psychology Program in Psychoanalysis and Psychotherapy an der New York University. Als Mitbegründerin der Internationalen Vereinigung für relationale Psychoanalyse und Psychotherapie und des Stephen Mitchell Center for Relational Studies in New York gilt sie als eine der wichtigsten Theoretikerinnen der relationalen Psychoanalyse.
Ihre Einsichten bringt sie in verschiedenen Workshops zur Geltung, u. a. mit dem Ziel zwischen Palästinensern und Israelis, die im Gesundheitswesen tätig sind, einen Prozess gegenseitiger Anerkennung in Gang zu setzen.
Im Mai 2008 war sie auf Einladung der Sigmund Freud Privatstiftung in Wien und hielt dort die traditionelle Sigmund-Freud-Vorlesung.
Im April 2015 erhielt sie den Hans Kilian Preis zur Erforschung und Förderung der metakulturellen Humanisation. Der Preis würdigt ihr wissenschaftliches Lebenswerk, das „fachliche als auch nationale Wissenschaftskulturen“ vereinige, und ihren „maßgebliche[n] Beitrag [...] zur Entwicklung einer relationalen, intersubjektiven Theorie des Selbst“. Die Laudatio hielt Werner Bohleber, der ihr „beeindruckendes Projekt einer psychoanalytischen Theorie der Anerkennung“ hervorhob.

## Werk

### Intersubjektivität, Anerkennung, neuer Ödipus, identifikatorische Liebe
Ein Schwerpunkt ihrer Arbeit ist die Neubegründung der Psychoanalyse auf intersubjektiver Grundlage. In ihren frühen Arbeiten setzte sie sich u. a. mit der frühkindlichen Genese patriarchaler Machtstrukturen auseinander. Ausgehend von der Kritischen Theorie verbindet sie den hegelschen Gedanken des Kampfs um Anerkennung mit dem psychoanalytischen Theoriekonzept (The Bonds of Love, 1988). In aktuelleren Arbeiten befasst sie sich mit dem Thema des intersubjektiven analytischen Dritten, wobei sie sich vor allem auf den Erkenntnisprozess und die Anerkennung des Traumas konzentriert.

Benjamin kritisiert das mangelnde Verständnis des Begehrens der Frau, der Entwicklung weiblicher Geschlechtsidentität sowie die resultierende Polarisierung der geschlechtlichen Identität in der klassischen Psychoanalyse. (S. 103ff.). Sie vervollständigt das Verständnis vom geschlechtlichen Begehren und der Entwicklung weiblicher Geschlechtsidentität und revidiert die klassische Psychoanalyse und deren Kerntheorem des Ödipuskomplexes. Ihr Konzept nennt Benjamin „Der Neue Ödipus“. 
„Der Neue Ödipus, diese Umdeutung der Geschichte als Konfrontation mit der Erkenntnis des Selbst und der anderen, eröffnet nicht nur die Perspektive auf die verborgene Innenwelt, sondern auch auf die Mystifikationen der Außenwelt, ihrer Macht und Ohnmacht. Er zeigt eine andere Möglichkeit der postödipalen Ablösung, bei der die Individuen auf ihre Eltern zurückblicken könnten, um deren Vermächtnis kritisch zu beurteilen, statt sich einfach mit ihrer Autorität zu identifizieren.“ (S. 207)
Nicht erst der Vater konstituiere eine dritte Position, die eine Triangulierung ermögliche; diese sei vielmehr als Gemeinschaft im Dritten ein intersubjektives Produkt der frühen Mutter-Kind Symbiose. Das orthodoxe Verständnis des Ödipus, in dem der Mutter nur Objektstatus zuerkannt wird, sei tatsächlich eine Forcierung des Abwehrmechanismus der Identifikation mit dem Aggressor, dessen Folge u. a. die Nicht-Anerkennung weiblicher Subjektivität in der Geschlechterbeziehung sei. Traditionelle Gesellschafts- und Familienstrukturen erzeugen eine Geschlechterpolarisierung, die erforderliche „Identifizierung mit beiden Eltern“, die „identifikatorische Liebe“ zu beiden Eltern, verhindern.

### Überwindung Geschlechterpolarisierung und Mütterfeindlichkeit
In ihrem international einflussreichen Werk The Bonds of Love (dt. Die Fesseln der Liebe) von 1988 setzt sich Benjamin kritisch mit der Psychoanalyse, Geschlechterverhältnissen und dem Problem der Macht auseinander. Sie bezeichnet das „Prinzip der Polarisierung“ als zentrales Problem, das innerpsychische und psychosoziale Spaltungsprozesse befördert und die eigentliche Ursache des von Sigmund Freud konstatierten Unbehagens in der Kultur sei:
„Die tiefste Ursache des Unbehagens in unserer Kultur ist also nicht die Verdrängung oder – nach neuster Mode – der Narzissmus, sondern die Polarisierung der Geschlechter“. (S. 198)
Diese Polarisierung spiele den Vater gegen die Mutter aus und erzeuge Elternbilder als polare Gegensätze (Spaltung). Sie führe in eine übermäßige Vereinfachung der Geschlechterverhältnisse als Komplementarität von Mutter und Vater bzw. weiblich und männlich. Dies erzeuge fundamentale innerpsychische und psychosoziale Konflikte bei der Identifikation mit der Mutter und der Anerkennung der Mutter als erste Andere und Subjekt. 
„In dem Maß, wie dieses Schema tatsächlich vorherrscht, kann niemand den Geschlechterunterschied wirklich würdigen, weil die Identifikation mit dem anderen Elternteil blockiert ist. Die Identifikation dient nicht mehr als Brücke zur Erfahrung eines anderen. Sie kann nur noch Ähnlichkeit bestätigen. Zur wahren Anerkennung des anderen gehört auch die Fähigkeit, Gemeinsamkeit durch den Unterschied wahrzunehmen; und wahre Differenzierung hält das Gleichgewicht zwischen Trennung und Verbindung in einer dynamischen Spannung. Aber sobald die Identifikation mit der anderen verleugnet wird, ist Liebe nur noch die Liebe zu einem Objekt, zu ‚der‘ oder ‚dem‘ Anderen. Da die Mutter ihrer Subjektivität beraubt ist, beinhaltet die Identifikation mit ihr einen Verlust des Selbst.“ (S. 197)
Benjamin stellt einen ursächlichen Zusammenhang zwischen Liebe, Machtdynamiken und Geschlechterordnung her. Die Unfähigkeit, eine dynamische Spannung zwischen Trennung und Verbindung innerpsychisch wie sozial aufrechtzuerhalten, führe zu hochgradig problematischen Idealisierungen und Omnipotenzphantasien. 
„Aus der Vorstellung, die Mutter solle perfekt und allesgewährend sein (nur um Haaresbreite entfernt von alleskontrollierend), spricht die Denkungsweise der Omnipotenz, die Unfähigkeit, die Mutter als unabhängig existierendes Subjekt zu erleben.“ (S. 243)
Eine zentrale Voraussetzung zur „Unterscheidung zwischen innerer und äußerer Realität“ ist nach Benjamin zuallererst die Fähigkeit zur Wahrnehmung der Mutter als Subjekt und in der Folge generell die Fähigkeit zur „Wahrnehmung der Anderen als einer getrennten Person, die nicht perfekt und auch kein Ideal zu sein braucht, um uns zufriedenstellen zu können.“(S. 242) Solange Idealisierungen und Allmachtsphantasien Menschen in einer inneren „Phantasiewelt“ gefangen halten, weichen sie dem wahren Problem der „gegenseitigen Anerkennung“ aus. 
„Diese Dynamik, die zuerst die Mutter konkret demontiert und sie dann durch symbolische Wiederverzauberung zu reparieren sucht, lässt zwei idealisierte Figuren entstehen: die perfekte Mutter und das (männliche) autonome Individuum, miteinander verbunden in einer Herrschaftsbeziehung. Je mehr das Individuum die Mutter ablehnt, desto mehr wird es durch seine eigene Destruktivität und ihre übermächtige Schwäche oder Vergeltung bedroht.“ (S. 245)
Die Lösung liegt für Benjamin in der „gesellschaftlichen Abschaffung des Patriarchats. Und dies heißt nicht nur Gleichberechtigung der Frau, sondern auch die Aufhebung der Geschlechterpolarisierung“. Dies ermögliche eine „Wiederherstellung der lebenswichtigen Spannung zwischen Anerkennung und Selbstbehauptung, zwischen Abhängigkeit und Freiheit“.
Die Geschlechterpolarisierung führe zu einem ungeheuerlichen Verlust. Sie eliminiere „die mütterlichen Aspekte der Anerkennung (Fürsorge und Empathie) aus unseren kollektiven Werten, Handlungen und Institutionen“ und vernichte die Subjektivität selbst, die dann nurmehr auf Selbstbehauptung, Leistung, Kontrolle und unpersönliche Beziehungen reduziert sei. Zudem führe sie zudem zu einem Verlust an moralischer Urteilskraft und Zeugenschaft und mache Herrschaft rational, unpersönlich und unsichtbar, weswegen sie natürlich und notwendig erscheine.
Die Strategie der Geschlechterneutralität in traditionellen Geschlechterverhältnissen und Feminismus bezeichnet Benjamin als „Angelpunkt männlicher Herrschaft“ und lehnt sie ab. Denn Geschlechterneutralität befördere eine Depersonalisierung bzw. Entpersonalisierung, wodurch es scheine, als hätten die autonomen Individuen nichts mehr mit den Macht- und Herrschaftsverhältnissen zu tun, die sie selbst miteinander formen: „Gerade dieses proteisch Unpersönliche macht die männliche Herrschaft so schwer fassbar.“

## Feminismus
Benjamin bezeichnet sich als Feministin. Geschlechter- und Machtverhältnisse, deren Polarisierung, Idealisierung und Unsichtbarmachung waren von Anfang an ein zentraler Aspekt ihrer Arbeit. Dabei beleuchtet sie insbesondere die ausgeblendeten Aspekte, die durch psychische und sozialen Spaltungen entstehen und zu einer mangelnden psychischen und sozialen Integration von Widersprüchlichkeiten führen. Das betrifft nicht nur die Idealisierung und Nicht-Anerkennung von Müttern als Subjekten, von Mutterschaft, Mütterlichkeit und Frauen, sondern auch die Depersonalisierung männlicher Herrschaft.
Ihr international einflussreiches Werk The Bonds of Love (dt. Die Fesseln der Liebe) von 1988 setzt sich mit Psychoanalyse, Feminismus und dem Problem der Macht auseinander.

Spaltungen, Idealisierungen und mangelnde Fähigkeiten zur Integration von Widersprüchlichkeiten kritisiert sie nicht nur für Individuen, Gesellschaften und die Psychoanalyse, sondern auch im Feminismus: 
„Die dunkle Seite des Feminismus ist die Seite, die gut sein will und mächtig sein will, indem sie Gutes tut und gut ist, entweder indem sie gut ist als das Opfer, das den Bösen gegenübersteht, die uns unterdrücken, oder indem sie gut ist, weil sie als alles gebende Mütter da ist, und das ist die dunkle Seite des Feminismus. Opfertum oder allmächtige Mutterschaft – das sind die dunklen Seiten des Feminismus. Eine Sache, die feministische Psychologie also tun könnte, ist, unsere dunkle Seite wirklich klar zu machen. Es ist wichtig, die Kluft zwischen Denken und Fühlen ‚aufzuheben‘, wie die Deutschen sagen würden, um zu transzendieren, denn wenn wir das nicht transzendieren, können wir uns an diesen unbedachten Ort begeben, und ehe wir uns versehen, können sich all diese heiklen Dinge wieder einschleichen – wie etwa der Versuch, mächtig zu sein, indem man gut ist. Die Kritik des Machtwillens und anderer Gaben, die wir von frauenfeindlichen Menschen wie Nietzsche haben, sollte nicht abgetan werden.“ 
Mit der international bekannten Geschlechterforscherin und Feministin Judith Butler verbindet sie ein langer und intensiver Austausch zu gemeinsamen und unterschiedlichen Positionen. Dabei geht es insbesondere um Benjamins Konzept des intersubjektiven analytischen Dritten. Im deutschsprachigen Raum wird diese Kontroverse bislang kaum diskutiert.

## Schriften
Originalausgaben und deutsche Übersetzung:
- The Bonds of Love: Psychoanalysis, Feminism and the Problem of Domination. 1988.
  - Die Fesseln der Liebe. Psychoanalyse, Feminismus und das Problem der Macht. Übers. von Nils Thomas Lindquist und Diana Müller. Basel 1990.
- Like Subjects and Love Objects: Essays on Recognition, Identification and Difference. 1995.
  - Phantasie und Geschlecht. Psychoanalytische Studien über Idealisierung, Anerkennung und Differenz. Übers. von Helgard Kramer. Basel 1993.
- Shadow of the Other: Intersubjectivity and Gender in Psychoanalysis. 1997.
  - Der Schatten des Anderen. Intersubjektivität, Gender, Psychoanalyse. Übers. von Irmgard Hölscher. Stroemfeld Verlag, Frankfurt am Main 2002.
- Anerkennung, Zeugenschaft und Moral: Soziale Traumata in psychoanalytischer Perspektive. Psychosozial-Verlag, Gießen 2017, ISBN 978-3-8379-2434-3. Hans-Kilian-Preis 2015[10],

Beiträge:
- Vater und Tochter: Identifizierung mit Differenz. Ein Beitrag zur Geschlechter-Heterodoxie. In: Psyche. Band 46, Nr. 9, 1992, S. 821–846.
- Tue ich oder wird mir angetan? Ein intersubjektives Triangulierungskonzept. In: Martin Altmeyer, Helmut Thomä (Hg.): Die vernetzte Seele. Die intersubjektive Wende in der Psychoanalyse. Stuttgart 2006, ISBN 978-3-608-94672-7, S. 65–107.

## Herausgeberschaft
- Unbestimmte Grenzen. Beiträge zur Psychoanalyse der Geschlechter, Frankfurt/M. 1994, ISBN 3-596-11954-5.

## Auszeichnungen
- 2008: Sigmund-Freud-Vorlesung in Wien
- 2015: Hans-Kilian-Preis